# Intermeco
Intermeco (Intermezzo) este imnul național din Bosnia și Herțegovina. 